# Banfield
Banfield je město v provincii Buenos Aires v Argentině. Je součástí okresu (partido) Lomas de Zamora. Nachází se ve vzdálenosti 14 kilometr jižně od Buenos Aires a je součástí aglomerace Velkého Buenos Aires.

## Dějiny
V roce 1873 byla otevřena místní železniční stanice a byl inzerován prodej pozemků v jejím okolí. Od roku 1880 se místo rychle rozvíjelo. V roce 1896 byl založen fotbalový klub Club Atlético Banfield.